# Actinote momina
Actinote momina is een vlinder uit de familie van de Nymphalidae. De wetenschappelijke naam van de soort is voor het eerst geldig gepubliceerd in 1910 door Heinrich Ernst Karl Jordan.